# Wherever I Go (canción de Hannah Montana)
«Wherever I Go» —en español: «Donde sea que vaya»— es una canción interpretada por la cantautora y actriz estadounidense Miley Cyrus como su personaje Hannah Montana perteneciente a la serie homónima de Disney Channel. La canción fue lanzada como sencillo promocional de la banda sonora de la cuarta y última temporada de la serie, Hannah Montana Forever (2010) en Radio Disney en enero de 2011. Fue incluida como un bonus track de la edición digital de la banda sonora en iTunes de Estados Unidos. Existe una versión a dúo con Emily Osment que solo fue mostrada en la serie de televisión.

## Posicionamiento en listas

### Semanales
| País (Lista 2011)                       | Mejor posición | Ref   |
| --------------------------------------- | -------------- | ----- |
| Estados Unidos (Bubbling Under Hot 100) | 17             | [ 3 ] |

### Anuales
| País           | Lista                       | Mejor posición |
| -------------- | --------------------------- | -------------- |
| Estados Unidos | Billboard Kid Digital Songs | 17             |